# Station Torp
Station Torp is een station in  Torp in fylke Vestfold in  Noorwegen. Het station ligt aan Vestfoldbanen. Het huidige station dateert uit 2008 en is bedoeld voor het vliegveld van Sandefjord. Eerder lag hier station Råstad, gebouwd in 1881 en gesloten in 1971.